# Алтарь (рассказ)
«Алтарь» — рассказ классика фантастического жанра Роберта Шекли. Написан автором в 1953 году.  Впервые опубликован в июле 1953 в журнале «Fantastic SF».

## Сюжет
Вам известно выражение: «Любопытство кошку сгубило»? Конечно, известно. Но по странному стечению обстоятельств, люди, как правило, забывают об этом мудром замечании. Так вышло и на сей раз. В некоем городе появляется весьма странный мужчина, который просит показать ему дорогу к алтарю Баз-Матайна. Он много говорит о каком-то Храме Темных Таинств Изиды. Он описывает его как чудо, которое одновременно и обычно и необыкновенно. Так вот в роли известной кошки выступает мистер Слэйтер, который из жуткого любопытства отправляется вслед за незнакомцем к алтарю, и при этом не подозревает, что это — ловушка для болвана…